# العلاقات الكيريباتية المولدوفية
العلاقات الكيريباتية المولدوفية هي العلاقات الثنائية التي تجمع بين كيريباتي ومولدوفا.

## مقارنة بين البلدين
هذه مقارنة عامة ومرجعية للدولتين:
| وجه المقارنة                                              | كيريباتي                        | مولدوفا                           |
| --------------------------------------------------------- | ------------------------------- | --------------------------------- |
| المساحة (كم2)                                             | 811                             | 33.85 ألف                         |
| عدد السكان (نسمة)                                         | 116.40 ألف                      | 2.55 مليون                        |
| الكثافة السكانية (ن./كم²)                                 | 14.35 ألف                       | 75.33                             |
| العاصمة                                                   | جنوب تاراوا                     | كيشيناو                           |
| اللغة الرسمية                                             | لغة إنجليزية، اللغة الكيريباتية | اللغة المولدوفية، اللغة الرومانية |
| العملة                                                    | دولار كريباتي، دولار أسترالي    | ليو مولدوفي                       |
| الناتج المحلي الإجمالي (بليون دولار)                      | 196.15 مليون                    | 8.13 مليار                        |
| الناتج المحلي الإجمالي (تعادل القوة الشرائية) بليون دولار | 224.26 مليون                    | 17.94 مليار                       |
| الناتج المحلي الإجمالي الاسمي للفرد دولار أمريكي          | 1.42 ألف                        | 3.65 ألف                          |
| الناتج المحلي الإجمالي للفرد دولار أمريكي                 | 1.81 ألف                        | 4.98 ألف                          |
| مؤشر التنمية البشرية                                      | 0.590                           | 0.693                             |
| رمز المكالمات الدولي                                      | +686                            | +373                              |
| رمز الإنترنت                                              | .ki                             | .md                               |
| المنطقة الزمنية                                           |                                 | ت ع م+02:00، ت ع م+03:00          |

## منظمات دولية مشتركة
يشترك البلدان في عضوية مجموعة من المنظمات الدولية، منها:
| علم المنظمة | اسم المنظمة                   | تاريخ انضمام كيريباتي | تاريخ انضمام مولدوفا |
| ----------- | ----------------------------- | --------------------- | -------------------- |
|             | منظمة حظر الأسلحة الكيميائية  | ?                     | ?                    |
|             | البنك الدولي للإنشاء والتعمير | 29 سبتمبر 1986        | 12 أغسطس 1992        |
|             | الأمم المتحدة                 | 14 سبتمبر 1999        | 2 مارس 1992          |
|             | يونسكو                        | 24 أكتوبر 1989        | 27 مايو 1992         |
|             | مؤسسة التنمية الدولية         | 2 أكتوبر 1986         | 14 يونيو 1994        |
|             | مؤسسة التمويل الدولية         | 2 أكتوبر 1986         | 10 مارس 1995         |
|             | الاتحاد البريدي العالمي       | ?                     | ?                    |
|             | الاتحاد الدولي للاتصالات      | 3 نوفمبر 1986         | 20 أكتوبر 1992       |

## وصلات خارجية
- موقع وزارة الخارجية المولدوفية